# سنگ‌برداری
سنگ‌برداری یا لیتوتومی (به انگلیسی: Lithotomy) عمل جراحی جهت بیرون آوردن سنگ‌های تشکیل‌شده در داخل اندام‌های توخالی مانند کلیه (سنگ کلیه)، مثانه (سنگ مثانه)، کیسه صفرا(سنگ کیسه صفرا) است. این سنگ‌ها می‌توانند از راه مجاری دستگاه ادراری خارج شوند.
روش‌های فراوانی جهت سنگ‌برداری وجود دارد که سنگ‌شکنی پزشکی یکی از این روش‌ها است. در این روش سنگ به تکه‌های متعدد شکسته می‌شود.

## تاریخچه
در طول تاریخ انسان‌ها سنگ مثانه را شناسایی و سال‌ها جهت درمان آن تلاش کرده‌اند.

قدیمی‌ترین سنگ مثانه در مصر باستان و در سال ۱۹۰۰ پیش از میلاد کشف شد.

اولین نوشته ثبت شده دربارهٔ سنگ مثانه به سال۳۷۰ تا ۴۶۰ پیش از میلاد (بقراط) بر می‌گردد.
افراد سرشناس مبتلا به سنگ کلیه:
ناپلئون بناپارت، ناپلئون سوم، پتر اول، لوئی چهاردهم، جرج چهارم پادشاهی متحده، الیور کرامول، لیندون بینز جانسون، بنجامین فرانکلین، میشل دو مونتین، فرانسیس بیکن، آیزاک نیوتن، ساموئل پیپس.